# Playa del Inglés
Playa del Inglés é uma praia e localidade na ilha de Gran Canária muito concorrida por turistas pelo seu comércio, animação noturna e atividades balneares. 
A região é conhecida pelo turismo LGBT e por ter uma área naturista.

## Galeria

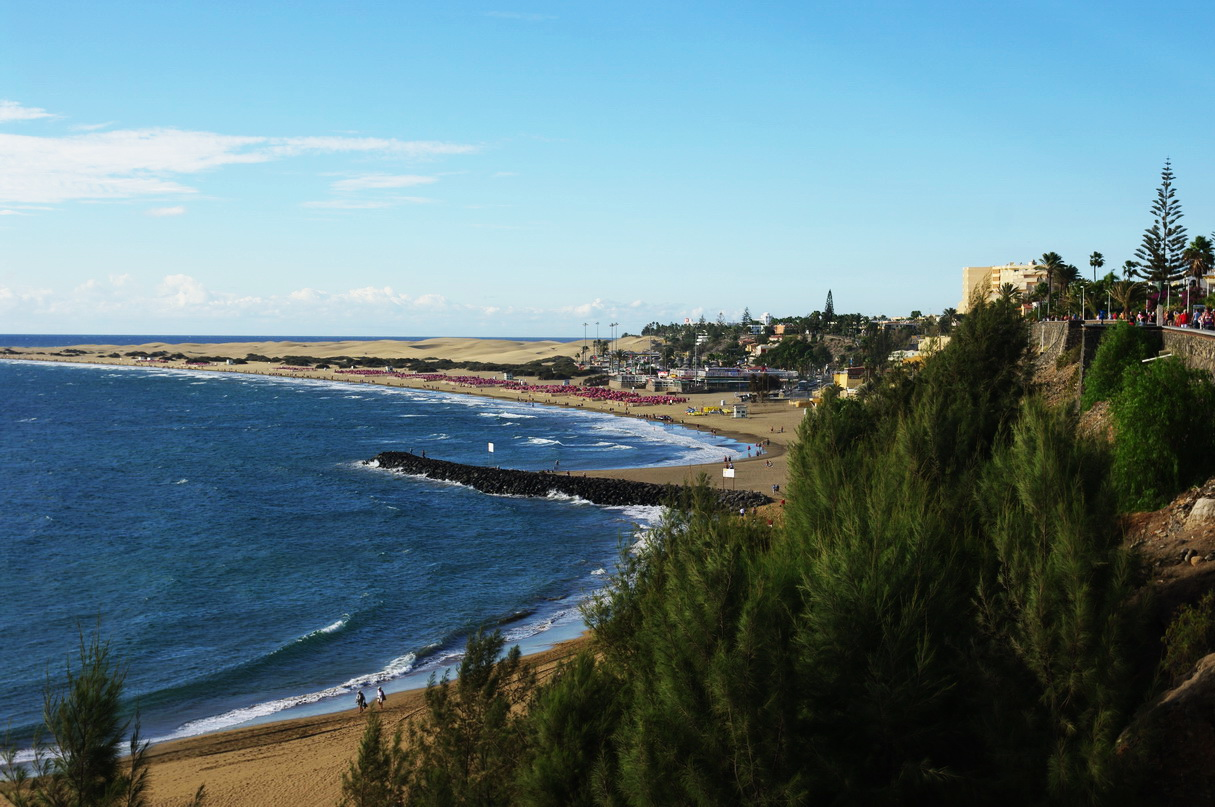
Vista da promenade junto à praia com as dunas ao fundo
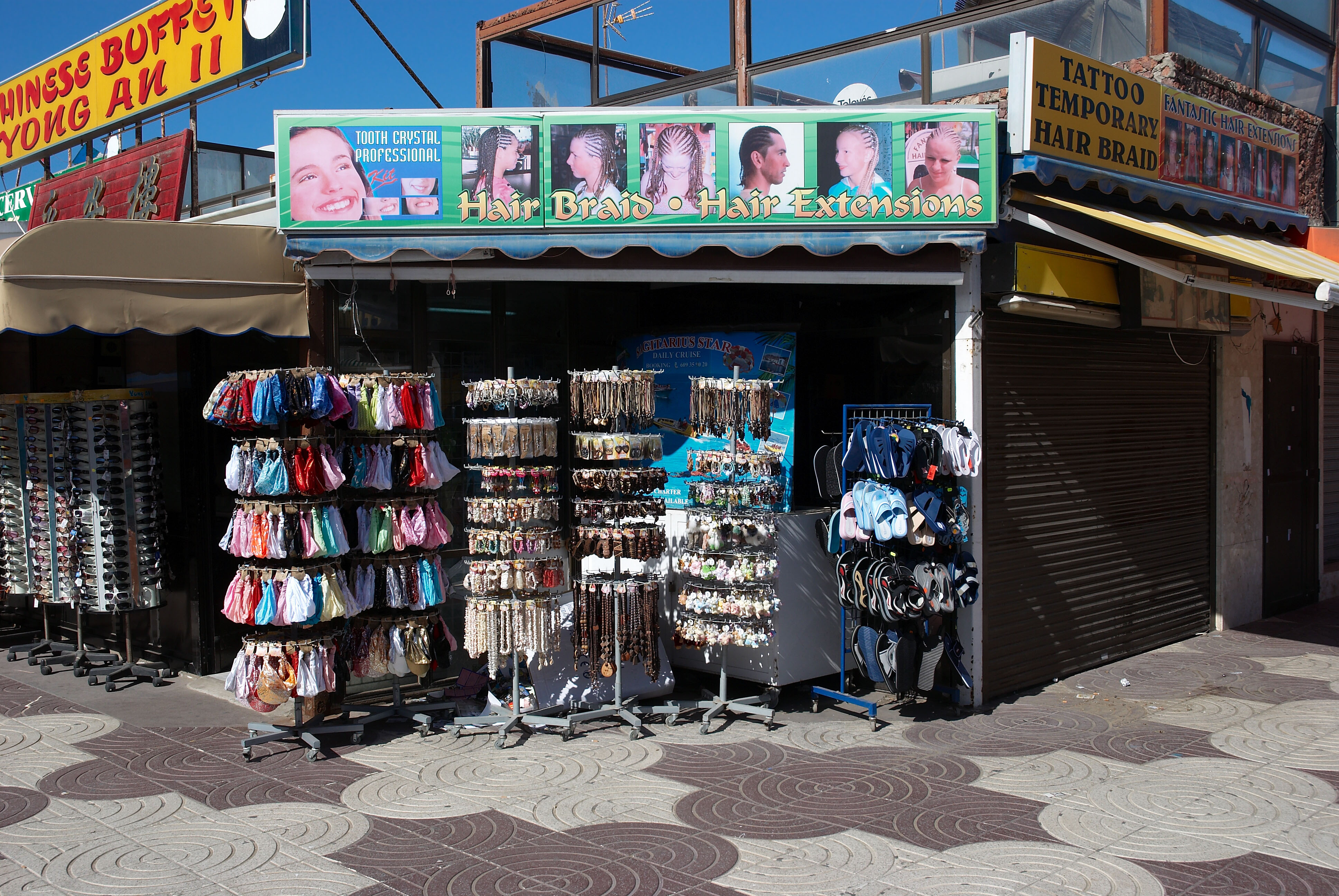
Aspeto padrão das das lojas comerciais
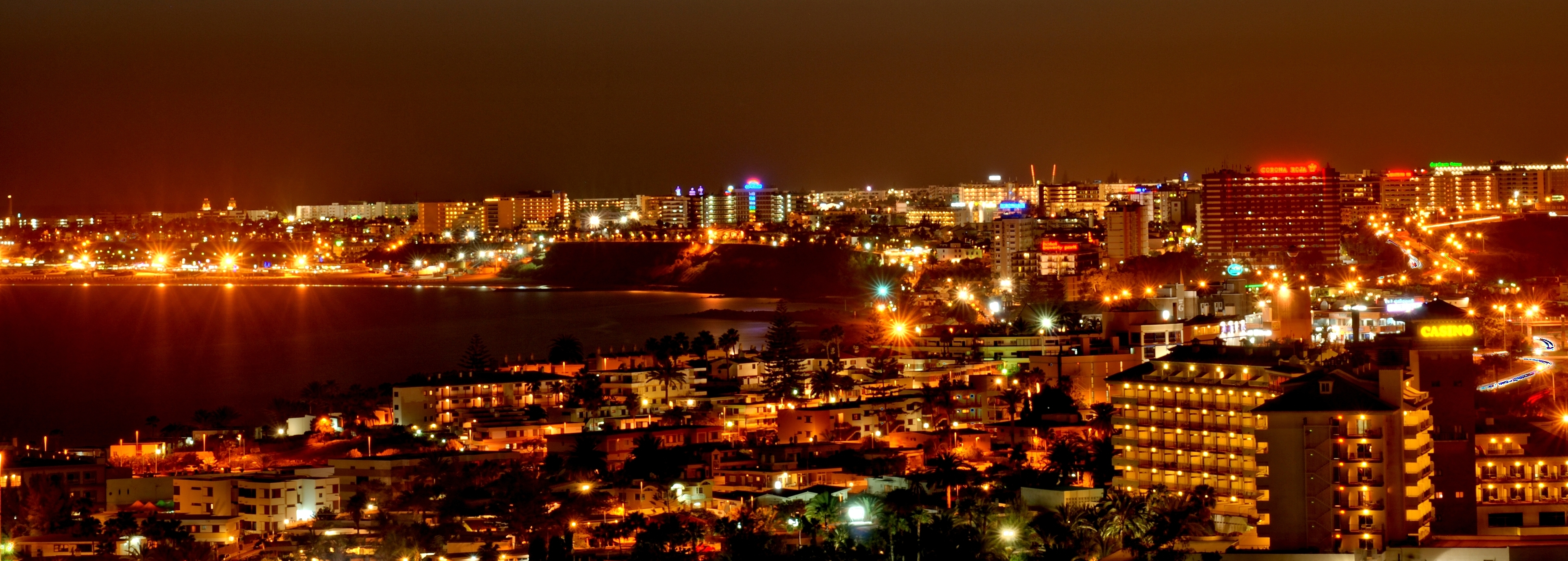
Playa del Inglés à noite
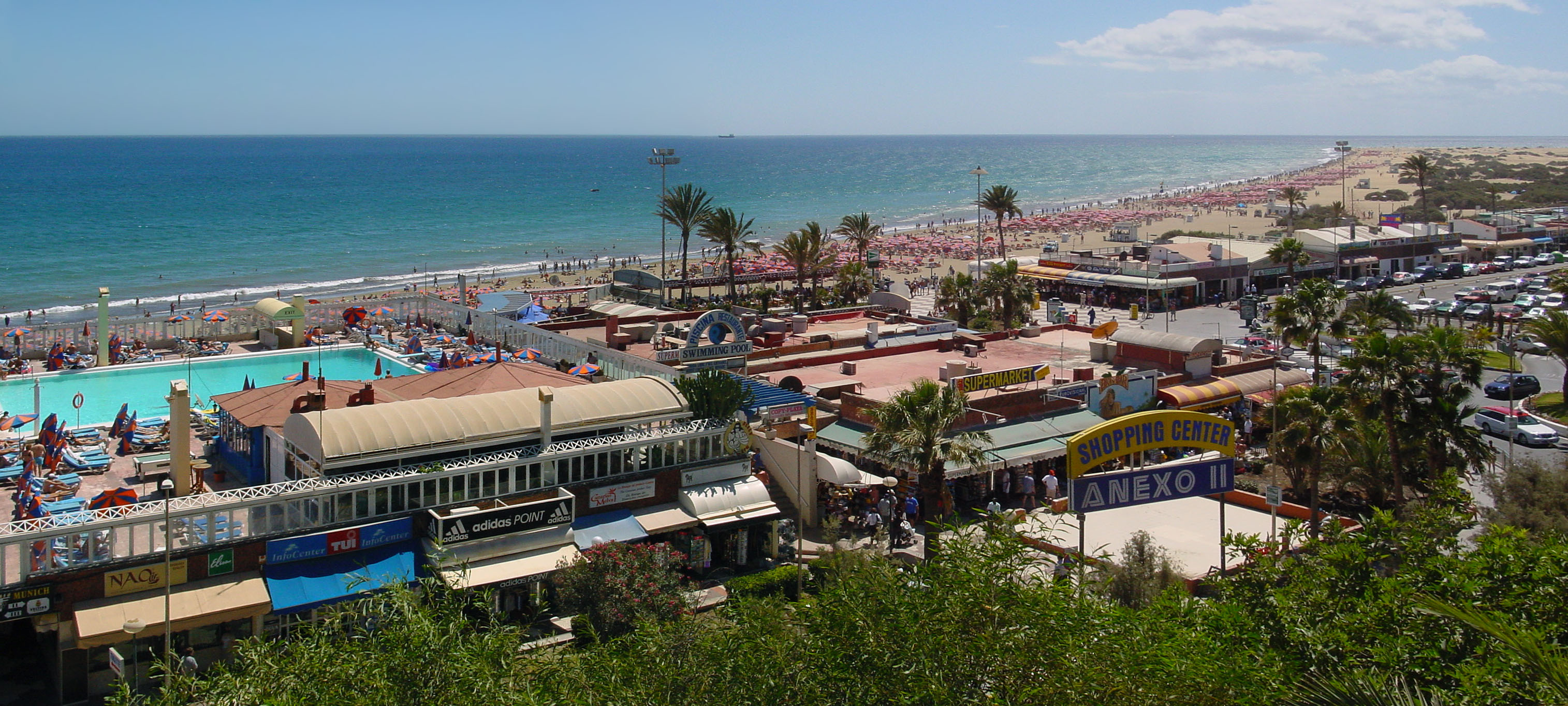
Zona comercial junto à praia
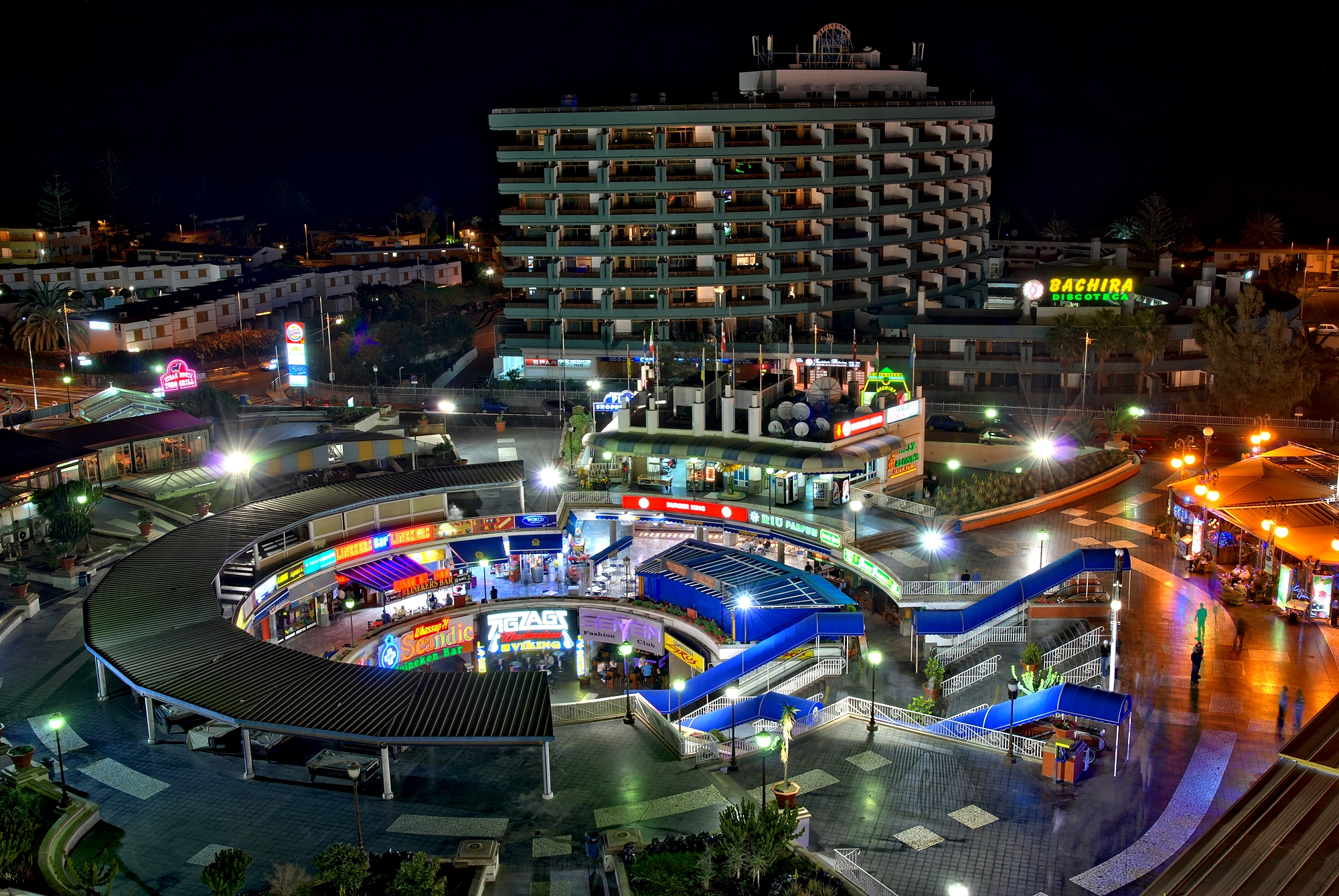
Plaza de Maspalomas na Playa del Inglés
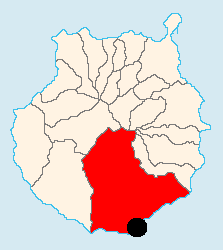
Localização na ilha de Gran Canária